# Vodni predor Päijänne
Vodni predor Päijänne (finsko Päijännetunneli, švedsko Päijännetunneln) je vodni predor na južnem Finskem. S 120 kilometri je to drugi najdaljši predor na svetu, ki poteka na globini 30–100 metrov  v skalni podlagi.
Namen predora je zagotoviti svežo vodo za več kot milijon ljudi na širšem območju Helsinkov, vključno z mesti Helsinki, Espoo, Vantaa, Hyvinkää, Järvenpää, Kerava, Kauniainen, Kirkkonummi, Sipoo in Tuusula. Nekdanja podeželska občina Porvoo, ki je zdaj združena z občino Porvoo, je prav tako sodelovala pri izgradnji sistema, vendar iz njega nikoli ni črpala vode za domačo uporabo.
Predor se začne pri Asikkalanselkä v jezeru Päijänne, drugem največjem jezeru na Finskem s površino 1080 kvadratnih kilometrov. Od tam naprej se predor rahlo spušča navzdol, kar omogoča, da voda teče naravno z gravitacijo. Voda iz južnega dela jezera Päijänne je ob vstopu v tunel dobre kakovosti in običajno pitna brez predelave. Predor se konča pri 0,5 kvadratnih kilometrov velikem rezervoarju Silvola v Vantai. Iz rezervoarja se voda črpa v čistilni napravi v Pitkäkoski in Vanhakaupunki. Ker stalna nizka temperatura v globokem tunelu zagotavlja visoko kakovost med transportom, je pred uporabo potrebna le minimalna obdelava.
Gradnja predora se je začela leta 1972 in je bila dokončana leta 1982, stala pa je približno 200 milijonov evrov (prilagojeno za inflacijo). Leta 1999 in 2001 je bilo treba dele predora popraviti zaradi skalnih podorov.[ Leta 2008 je bil predor obsežno prenovljen. Južni del predora je bil utrjen, da bi preprečili vdore. Med prenovo je bila uporabljena reka Vantaa kot alternativna oskrba z vodo za širše območje Helsinkov.
Predor ima presek 16 kvadratnih metrov, dovolj širok, da skozenj pelje tovornjak, kar omogoča pretok vode 10 kubičnih metrov na sekundo. Približno devet dni traja, da voda prečka dolžino predora. Pri trenutni stopnji porabe vode čistilne naprave za predelavo pitne vode porabijo vodo s hitrostjo približno 3,1 kubičnega metra na sekundo. Predor se lahko uporablja kot rezerva vode za nujne primere v primeru motenj v oskrbi z vodo.

## Galerija
- Lokacija jezera Päijänne na Finskem
- Asikkalanselkä v jezeru Päijänne, kjer se začne predor
- Akumulacija Silvola, kjer se rov konča
- Pogled iz zraka na rezervoar Silvola